# USDA Soil Taxonomy
Als USDA Soil Taxonomy bezeichnet man ein Bodenklassifikationssystem, welches das US-Landwirtschaftsministerium (US Department of Agriculture, USDA – Natural Resources Conservation Service, NRCS) herausgegeben hat. Die Soil Taxonomy wurde hauptsächlich von Guy D. Smith entwickelt. Nach einem Entwurf aus dem Jahr 1960 folgte 1975 die erste Auflage der Soil Taxonomy und 1999 die zweite Auflage. In kürzeren Abständen werden die Keys to Soil Taxonomy veröffentlicht, die jeweils kleinere Änderungen enthalten. Die bisher letzte Ausgabe ist die 12. Auflage der Keys to Soil Taxonomy von 2014.
Die Soil Taxonomy stellt neben der nicht mehr verwendeten FAO-Bodenklassifikation und der World Reference Base for Soil Resources (aktuell: 3. Auflage 2014, Update 2015) eines der wichtigsten weltweit in Gebrauch befindlichen Klassifikationssysteme für Böden dar.
Die Soil Taxonomy teilt Böden nach einer Kombination von bodenbildenden Faktoren, wobei dem Klima eine besondere Bedeutung beigemessen wird, vielfach jedoch auch nach rein pragmatischen Gesichtspunkten, in zwölf Ordnungen (orders) ein, die im Folgenden angegeben sind:
- Alfisols zeigen Tonanreicherung im Unterboden und eine hohe Basensättigung. Ihr Verbreitungsschwerpunkt liegt in den gemäßigten Breiten.
- Andisols sind Böden mit Allophanen oder Aluminium-Humus-Komplexen. Viele sind durch Verwitterung aus vulkanischen Gläsern entstanden.
- Aridisols sind Wüstenböden, die zumindest eine gewisse Bodenentwicklung zeigen, vielfach die Anreicherung von leichtlöslichen Salzen, Gips oder Carbonat.
- Entisols sind sehr junge Böden mit wenig erkennbarer Horizontierung. Dieser Kategorie werden alle Bodentypen zugeteilt, die sich keiner der anderen Ordnungen zuordnen lassen.
- Gelisols sind durch Permafrost geprägt, der spätestens in zwei Metern Tiefe beginnt. Die größten Permafrostgebiete sind in der borealen und polaren Zone der Nordhalbkugel zu finden.
- Histosols verfügen über mächtige organische Horizonte. Zu ihnen gehören insbesondere die Moore, die sich speziell in kühlfeuchtem Klima ausbilden.
- Inceptisols sind junge Böden, die jedoch schon eine gewisse Bodenentwicklung aufweisen und auf jungen Landoberflächen überall auf der Welt vorkommen.
- Mollisols zeigen mineralische Oberböden, die dunkel und relativ humusreich sind und eine hohe Basensättigung aufweisen. Sie kommen besonders in den trockenen Mittelbreiten unter Steppenklima vor.
- Oxisols sind stark verwitterte Böden, die von Kaolinit und Oxiden dominiert sind. Sie sind besonders in den Tropen verbreitet, nährstoffarm und durch Hämatit oft rot gefärbt.
- Spodosols zeigen eine Anreicherung von Aluminium, Eisen und Humus im Unterboden. Sie sind stark sauer und kommen typischerweise auf sandigen Substraten in kühlfeuchten Regionen unter Nadelhölzern und Zwergsträuchern vor.
- Ultisols zeigen Tonanreicherung im Unterboden und eine niedrige Basensättigung. Ihr Verbreitungsschwerpunkt liegt in den Tropen und Subtropen.
- Vertisols haben hohe Gehalte an quell- und schrumpffähigen Tonmineralen und kommen in wechselfeuchten Klimaten von den Tropen bis in die gemäßigten Breiten vor.

Die angegebenen Ordnungen werden hierarchisch weiter in Unterordnungen (suborders), Übergruppen (great groups) und Untergruppen (subgroups) unterteilt. Weitere Untereinheiten sind Familien (families) und Reihen (series). Die  Feinsystematik findet sich in den jeweiligen Unterartikeln.